# علی‌شیر نوایی
میرنظام‌الدین علی‌شیر نوائی (۸۴۴ ه‍.ق در هرات - ۹۰۶ ه‍.ق) شاعر، دانشمند و سیاستمدار برجسته روزگار فرمانروایی تیموریان و معاصر سلطان حسین بایقرا (۸۴۲ – ۹۱۱ ه‍.ق) بوده‌است.

## زندگی
امیر علی‌شیر نوایی نام او علی‌شیر بن غیاث‌الدین کیچکنه بخشی یا کیچکینه بهادر و ملقب به «نظام‌الدین» است. او از نامدارترین سیاستمداران و فرهنگمردان روزگار فرمانروایی تیموریان به‌شمار می‌آید.
او مردی نیکوصفت و دانشمند و شاعر بوده اشعار بسیاری به دو زبان فارسی و جغتایی دارد؛ او اعتقاد داشت زبان مادریش ترکی جغتایی از نظر ادبی از فارسی برتر است که در آن زمان دیدگاه غیر معقول بود به همین جهت مشهور به «ذواللسانین» بود این دو زبان را مقایسه کرده است. تخلص او در اشعار ترکی «نوایی» و در اشعار فارسی «فانی» است.
وی در سال ۸۴۴ ه‍.ق در هرات در خانواده ترک زاده شد و تحصیلات اولیهٔ خود را نزد پدرش کیچکینه بخشی، که از جمله امرای دربار تیموریان بود، کسب کرد و سپس برای ادامهٔ تحصیل به سمرقند رفت. علی‌شیر در خردسالی با سلطان حسین میرزا هم‌درس و هم‌مدرسه بود. نوایی از آن پس به منظور تحصیل معارف و کمالات خراسان و سمرقند و بسیاری از شهرهای دیگر را سیاحت کرد و در آن میان گرفتار فقر و فاقه‌ای سخت شد. با به سلطنت رسیدن سلطان حسین میرزا امیر علی‌شیر به‌حکم دوستی دیرینه به نزد او رفت و به گرمی از سوی وی مورد استقبال واقع گردید. آنچه روشن است او در این هنگام از جمله توانمندترین چهره‌های سیاسی دربار به شما می‌آمده‌است. از جمله مقام‌ها و مناصبی که از سوی سلطان حسین میرزا به امیر علی‌شیر واگذار گردید می‌توان به تصدی مقام مهرداری، امارت دیوان اعلی حکومت هرات و حکومت استرآباد. اشاره داشت. با وجود این، گفتنی است امیر علی‌شیر بیشتر مایل بود تنها ندیم و مشاور سلطان باشد و بدین سبب به تقریب از پذیرش مناصب سیاسی گریزان بود. امیر علی‌شیر سرانجام به سال ۹۰۶ در شهر هرات درگذشت.

## مذهب
مورخان دربارهٔ عقاید مذهبی امیر علی‌شیر آرای متفاوتی ذکر داشته‌اند. شماری او را پیرو و باورمندان به تسنن برشمرده‌اند. دسته‌ای نیز او را یک صوفی یا فردی که در هیچ گروه مذهبی قرار نمی‌گیرد و تنها گرایش‌های صوفیانه دارد، شناخته‌اند. اما به باور امیر نعمتی لیمایی، امیر علی‌شیر نه پیرو تشیع و نه پیرو تسنن و نه یک صوفی تمام عیار بود. او تنها فردی دیندار و مبادی آداب بود که سرشت اندیشه اش به دور از هرگونه عامی گری و آمیخته‌ای از تشیع، تسنن و تصوف بود و به تمامی گروه‌های یادشده به یک چشم می‌نگریست.

## آثار مکتوب
شمار آثاری که تدوین آن‌ها را به امیر علی‌شیر نسبت داده‌اند به نسبت افزون و حدود سی تا نود اثر است. اما آنچه روشن است، تا به امروز تنها از آثار زیر به عنوان آثاری می‌توان نام برد که به یقین توسط امیر علی‌شیر نگاشته یا سروده شده‌اند.
1. اربعین منظوم، به جغتایی
2. تاریخ انبیاء و حکما، به جغتایی
3. تاریخ ملوک عجم، به جغتایی
4. خمسهٔ نوایی، به جغتایی که در تقلید و استقبال از خمسهٔ نظامی و خمسهٔ امیرخسرو دهلوی سروده و آن پنج مثنوی است به زبان جغتایی به نام‌های: حیرةالابرار، لیلی و مجنون، فرهاد و شیرین، سبعهٔ سیاره، سد اسکندری یا اسکندرنامه.
5. خمسةالمتحیرین، به جغتایی و آن رساله‌ای است در شرح حال عبدالرحمان جامی و با در نظر گرفتن یک مقدمه و یک خاتمه و سه مقاله، بدین نام خوانده شده‌است.[۷]
6. دیوان ترکی خزائن المعالی؛ که شامل چهار دیوان به نام‌های: غرائب‌الصغر (یا غرائب‌النوائب)، نوادرالشباب، بدایع الواسط، و فوائدالکبر می‌باشد و آن‌ها را به ترتیب در خردسالی و جوانی و سن کمال و سالخوردگی و انزوا نظم کرده‌است. بخش عمدهٔ این دیوان‌های چهارگانه را غزلیات تشکیل می‌دهد. اما کم‌وبیش دیگر قالب‌های شعری چون مثنوی، رباعی، قطعه و … را نیز می‌توان در آن‌ها دید.[۸]
7. دیوان اشعار فارسی (دیوان فانی). از جمله مشهورترین اشعار این دیوان مرثیه‌ای است که امیر علی‌شیر آن را در پی درگذشت مراد و دوست یکرنگ خویش، نورالدین عبدالرحمن جامی، سرود. سرآغاز این مرثیه چنین است: هر دم از انجم دهر جفایی دگر است / هر یک از انجم او داغ بلایی دگر است[۹]
8. سراج‌المسلمین. به جغتایی
9. مثنوی لسان‌الطیر. به جغتایی. مشتمل بر سه هزار و پانصد بیت است. امیر علی‌شیر این مثنوی را به صورت ترجمه و نظیره‌ای بر کتاب مشهور منطق الطیر اثر عارف و شاعر پرآوازه سدهٔ هفتم هجری، شیخ فریدالدین عطار نیشابوری، سروده‌است.[۱۰] گفتنی است لسان الطیر تنها اثر ترکی امیر علی‌شیر است که در آن به جای تخلص نوایی از تخلص فانی (تخلص او در اشعار فارسی) سود جسته شده‌است.[۱۰]
10. مجالس النفائس. به ترکی. تذکره‌ای است در شرح حال قریب به سیصد و پنجاه تن از بزرگان و شعرای معاصر خود و دو ترجمه آن در تهران به چاپ رسیده‌است.[۱۱]
11. محاکمةاللغتین، به ترکی در مقایسهٔ دو زبان ترکی و فارسی[۱۲]
12. محبوب‌القلوب. به ترکی. امیر علی‌شیر در نگارش این کتاب پرحجم و سترگ که به نثر مسجع نوشته شده و از تکلف و تصنع نیز خارج نیست، از سبک سعدی در گلستان و جامی در بهارستان پیروی کرده و به گفته برخی پژوهندگان، انیس القلوب امیرخسرو دهلوی را نیز از نظر دور نداشته‌است.[۱۳]
13. رساله مفردات (در فن معما). به فارسی.[۱۴]
14. منشآت ترکی
15. نسائم المحبة. به ترکی. ترجمه و نظیره‌ای برنفحات الانس جامی است.
16. نظم‌الجواهر. به ترکی.[۱۵]
17. حالات پهلوان محمد ابوسعید. به ترکی
18. حالات سید حسن اردشیر. به ترکی
19. مناجات امیرعلیشیر نوایی. به ترکی. برخی پژوهشگران بر آن باورند که این اثر رساله مستقلی نبوده، بلکه مقدمه ای است که امیرعلیشیر بر کلیات دیوان خود نگاشته‌است.[۱۶]
20. میزان الاوزان. به ترکی.[۱۷]
21. رساله تیرانداختن. به ترکی[۱۸]
22. رساله وقفیه. به ترکی
23. زبده التواریخ. امیر علی‌شیر دست کم در دو کتاب خویش یعنی محاکمه اللغتین[۱۹] و غرائب الصغر از این اثر خویش یاد کرده‌است. با وجود این، از این کتاب امروزه هیچگونه اثری در دست نیست. درضمن امیر علی‌شیر هیچ اشاره‌ای بدین مهم نداشته‌است که زبده التواریخ به چه زبانی نگاشته شده بود.[۲۰]

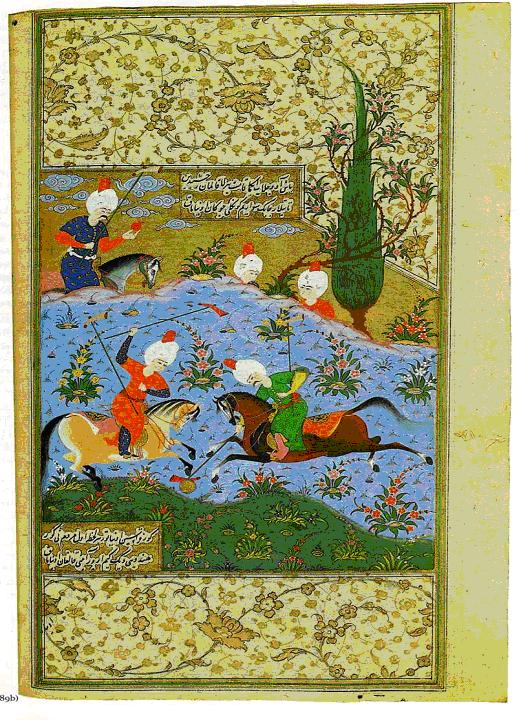
صفحه‌ای از دیوان امیر علیشیر در کتابخانه سلیمان قانونی

### فرهنگ‌های لغات ترکی و فارسی متکی بر آثار امیر علی‌شیر نوایی
عنایت ادیبان به آثار امیر علی‌شیر و همچنین فزونی تعداد آثار وی سبب شد برای درک و فهم دشواری‌های احتمالی اصطلاحات و واژگان آثار وی فرهنگ لغت‌هایی چند به زبان‌های ترکی و فارسی نگاشته شود. از آن جمله می‌توان به موارد زیر اشاره داشت؛
1. بدایع اللغت/ طالع ایمانی هروی
2. ابوشقا/ نویسندهٔ گمنام
3. لغت‌نامه فضل‌الله خانی/ فضل‌الله خان
4. زبان ترکی/ یعقوب جنگی
5. سنگلاخ/ میرزا مهدی خان استرآبادی
6. التمغای ناصری/ شیخ محمدصالح اصفهانی
7. مقالید ترکیه/ فتحعلی بن کلبعلی قزوینی سپانلو
8. لغات شیخ سلیمان افندی بخارایی/ شیخ سلیمان ازبک افندی بخارایی
9. خلاصه عباسی/ محمه بن عبدالصبور خویی
10. اللغه علی لسان نوایی/ نویسندهٔ گمنام[۲۱]

### نمونهٔ اشعار به زبان فارسی
| اگر به میکده‌ام یک شب انجمن باشد  |  | چراغ انجمن آن به که یار من باشد  |
| چه میل باغ کنم با وجود قد و رخش  |  | که صد فراغتم از سرو و یاسمن باشد |
| ز زلف پرشکنش صید دل چه سان برهی  |  | که صد کمند بلا زیر هر شکن باشد   |
| ز روضهٔ دیر مغان آرزو کنم در حشر  |  | غریب را دل محزون سوی وطن باشد    |
| کجاست می که بشوید ز لوح خاطر پاک |  | گرت ز محنت دوران دو صد سخن باشد  |
| اگر به دشت فنا خاک ره شود فانی   |  | به باد سوی تو میل آمدن باشد      |

### نمونه اشعار بهزبان ترکی جغتایی
| اویلا حریفیکه چو بزم ایلاسم   |  | ایچگالی بو باده عزم ایلاسم     |
| نظم بیک مسندیده اولتوروب      |  | آلیما نظم اهل تومان مینگ توروب |
| بزم دا شاهانه یساب ساز و برگ  |  | باشیم اوزه ایگره کویوب نیم ترگ |
| سوزمیدین آلیما دریای ژرف      |  | الکیما زورق کیبی جام شگرف      |
| هر نفس ایلاب تو لا اول جام نی |  | سیپکاریپ اول باده گلفام نی     |

ترجمه:
چو بزم سخن بیارایم و عزم سخن سرایی کنم.
بر مسند بلند نظم نشینم، هرچند از اهل نظم در برابر من هزاران کس باشند.
ساز و برگ بزم را شاهانه تدارک می‌بینم و کلاهم را کج بر سر می‌گذارم.
از باده سخن در نزد من دریای شگرفی هست و در دستم جام شگرف زورق مانندی وجود دارد.
هر نفس جام را از باده گلفام پر کرده سر می‌کشم.
| کؤنگلیم اورتانسین اگر غیریغَه پروا ایلاسَه  |  | هر کؤنگیل هم کیم سنینگ شوقینه پیدا ایلاسَه |
| اؤزگالار حسنین تماشا ایلاسَه، چیقسون کؤزؤم |  | اؤزگا بیر کؤز هم کی حسنینگ‌نی تماشا ایلاسَه |
| غیر ذکری آشکارا قیلسا، لال اولسون تیلیم   |  | قایسی بیر تیل هم کی ذکرینگ آشکارا ایلاسَه  |

ترجمه:
دلم آتش بگیرد اگر به کسی غیر از تو توجه کند. همچنین هر دلی (به‌جز من) که عشق تو را داشته باشد.
چنانچه چشمانم به جمال دیگر خوبرویان نظر کند، برکنده باد! همچنین هر چشم نامحرم که نظر به جمال تو داشته باشد.
زبانم لال باد اگر صحبت از کسی جز تو کند. همچنین هر زبان بیگانه‌ای که حدیث تو کند.
| غربتدا غریب شادمان بولمَس‌ایمیش    |  | ایل اونگا شفیق و مهربان بولمَس‌ایمیش |
| آلتین قفس‌ایچره گر قیزیل‌گؤل بولسه |  | بولبول‌غه تیکَن‌دَک آشیان بولمَس‌ایمیش   |

ترجمه:
غریب در غربت شاد نمی‌گردد. مردم (آنجا) با وی صمیمی نیستند.
چنانچه گل سرخ را در قفسی زرین نگه دارند، برایش مأوای مطلوبی نیست و حکم خار برای هزاردستان را دارد.

## نمونه مناجات امیرعلیشیر نوایی به ترجمه فارسی
الهی علیل بی علاج دردم مکن و ذلیل بی مروت نامردم مکن
الهی مرا ز مذلت بی اصلان وارهان و ز تهمت بی دیانتان وارهان
الهی مرا پابند صحبت جاهل مگردان و حاجتمند حشمت اراذل مگردان
الهی مرا ز ملامت ناسپاسان مهجور دار و در خصوصیت حق شناسان محشور دار

## آثار و خدمات عام‌المنفعه
بررسی و واکاوی عملکرد امیر علی‌شیر را تنها به حوزه‌های سیاست و فرهنگ محدود نمی‌توان داشت، چرا که تکاپوهای وی در عرصه فعالیت‌های عام‌المنفعه و امور خیریه اجتماعی نیز بسیار چشمگیر بوده‌است. گواه اصلی در تأیید این مدعا، فهرست بناهای پرشماری اعم از مسجد، خانقاه، مدرسه، حمام، کتابخانه، بیمارستان، کاروانسرا، پل و … که امیر علی‌شیر در جهت رفاه حال عامه بنیان نهاده بود. به تعبیر امین هروی، مؤلف فتوحات شاهی «آن قدر مساجد و مدارس و خانقاه و رباطات و بقاع الخیر در صحاری و براری خراسان ساختند که زبان قلم از شرح و بیان آن عاجز است». از جمله مشهورترین آثاری که توسط امیر علی‌شیر بنیاد گردید می‌توان به مجتمع آموزشی اخلاصیه هرات، آرامگاه عطار در نیشابور، کتابخانه امیر علی‌شیر در هرات، آرامگاه جامی در هرات، آبراهه چشمه گیلاس مشهد، آرامگاه شاه قاسم انوار تربت جام، دارالحفاظ و ایوان صحن عتیق حرم رضا در مشهد، کاروانسرای سنگ بست، مسجد جامع ترشیز، رباط اسفراین، رباط چناران (البته برخی این بنا را مربوط به دوره صفوی می‌دانند)، بند طرق مشهد، پل بابا کمال هرات، مدرسه فناییه هرات، مسجد جامع سرخس و … اشاره داشت.

## پشتیبانی امیر علی‌شیر نوایی از اهل فرهنگ
امیرعلیشیر نوایی برجسته‌ترین حامی و بزرگ‌ترین پشتیبان فرهنگ در روزگار تیموریان بود و بدین سبب جمعی بزرگ و پرشمار از دانشمندان، عالمان، هنرمندان، شاعران، نویسندگان و عارفان به گرد او فراز آمده بودند. از جمله مشهورترین اینان می‌توان از مورخان نامدار میرخواند و خواندمیر، نقاش سرشناس کمال الدین بهزاد، خوشنویس پرآوازه سلطانعلی مشهدی، دانشمندان و عالمان مشهور واعظ کاشفی و الهی اردبیلی و همچنین شاعر و عارف بزرگ جامی یاد کرد.

## تخریب تندیس در مزارشریف توسط طالبان
خبرگزاری ایراف در خبری به تاریخ ۲۹ مرداد ۱۴۰۴ اعلام کرد: منابع محلی در شهر مزارشریف در ولایت بلخ گزارش داده‌اند که شهرداری طالبان، تندیس امیر علی‌شیر نوایی، شاعر و سیاستمدار برجسته دوره تیموریان را تخریب کرده است. این تندیس که در یکی از میدان‌های عمومی این شهر قرار داشت، به عنوان نمادی مهم از میراث ادبی و سیاسی این چهره تاریخی شناخته می‌شد.